# 大学改革支援、学位授与机构
独立行政法人大学改革支援、学位授与机构（日語：独立行政法人大学改革支援・学位授与機構），是日本獨立行政法人。主要部門有審議役、調查役、監查室、企劃室、研究開發部、管理部、評價事業部、大学連攜支援部等。學位審查會對通過考核的學生頒布多種学位，有学士、修士（碩士）、博士学位。本部位于東京都小平市学園西町1-29-1。

## 歷史
- 1991年，学位授与机构设立。
- 2000年，学位授与机构重组爲大学评价、学位授与机构。
- 2016年4月，大学评价、学位授与机构与国立大学财务经营中心（日语：国立大学財務・経営センター）合并爲大学改革支援、学位授与机构。

## 學位授予事業
對大學校的學生：
防卫省管辖的医科大学校、厚生劳动省直辖的国立护理大学校等大學校，與一般大学不同，学士（護理学）学位，需要通過申請大學改革支援、學位授與機構才能獲得。但是不需要參加考試。
對其他的學生：
1. 申请者首先要具备基本资格，即满足下列条件之一：
  1. 完成初级学院、职业技术学院、特殊培训学院的学习任务；
  2. 被大学录取两年的大学生或获得62个以上学分者；
  3. 在国外(或国内) 完成了14 年或更多年限正规教育的人员。
2. 獲得学分、遞交學習成績：满足基本資格後，申請者獲得的学分要符合規定的要求，並遞交學習成績（12000字－2萬字的報告或藝術作品）。
3. 參加書面考核或面試（要去日本）。

## 外部連結
- 大學改革支援、學位授與機構 （页面存档备份，存于） （日語）